# Apatura herastituta
Apatura herastituta är en fjärilsart som beskrevs av Bang-haas 1936. Apatura herastituta ingår i släktet Apatura och familjen praktfjärilar. Inga underarter finns listade i Catalogue of Life.